# Saint-Aubin-du-Désert
Saint-Aubin-du-Désert è un comune francese di 290 abitanti situato nel dipartimento della Mayenne nella regione dei Paesi della Loira.

## Società

### Evoluzione demografica
Abitanti censiti